# Stefan Kazimierz Spiess

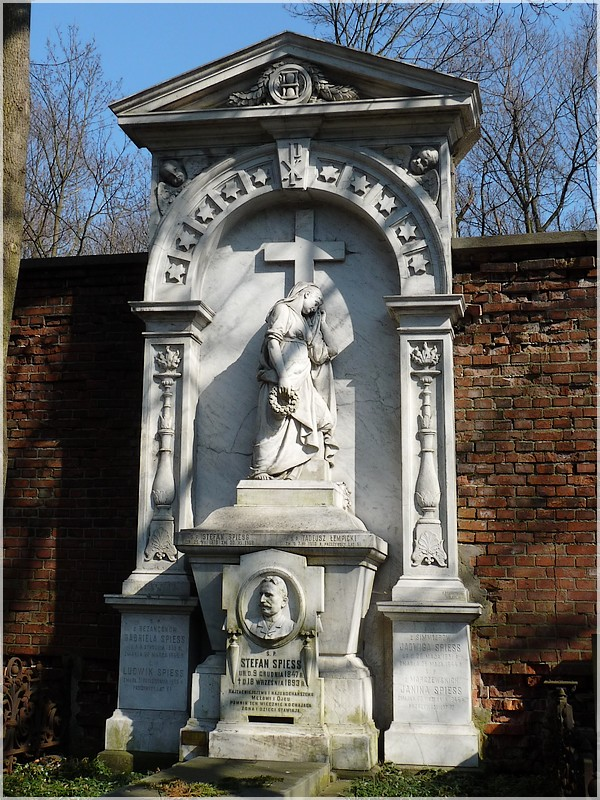
Grobowiec rodziny Spiessów na cmentarzu Powązkowskim w Warszawie

Stefan Kazimierz Spiess (ur. 24 lipca 1879 w Warszawie, zm. 20 listopada 1968 tamże) – polski chemik, mecenas sztuki i meloman.

## Życiorys
Syn Stefana Spiessa i Jadwigi z Simmlerów, brat Ludwika Juliana Spiessa, wnuk Ludwika Henryka Spiessa i Józefa Simmlera. Jego ojciec był właścicielem Fabryki Płodów Chemicznych "Ludwik Spiess i Syn", zaś matka była córką znanego malarza Józefa Simmlera, pianistką i melomanką prowadzącą w domu salon artystyczny. W dzieciństwie poznał śpiewaków Edwarda i Jana Reszków, a podczas kuracji w Karlsbadzie Jana Matejkę, sam nie wykazywał zdolności artystycznych. Po ukończeniu gimnazjum Górskiego będąc współdziedziczących zakładów „Ludwik Spiess i Syn S.A.” wybrał w 1899 studia na Wydziale Chemicznym École des mines w Liège. W 1904 uzyskał tytuł inżyniera technologa, ale nie planował podejmować pracy w wyuczonym zawodzie, prowadzenie firmy pozostawił bratu Ludwikowi, pozostawiając sobie udział w zyskach. Wspominał:
"Byłem współwłaścicielem firmy chemicznej, ponieważ jednak prowadził ją mój brat, mogłem swobodnie oddawać się ulubionym studiom nad historią sztuki, uprawiać muzykę, a także słuchać jej w kraju i za granicą". 
Posiadał talent lingwistyczny, biegle władał francuskim, angielskim, niemieckim, włoskim i rosyjskim. Wolny czas spędzał na koncertach w operach w Liège i Brukseli, bywał też w La Scali w Mediolanie i w Bayreuth. Od 1905 studiował historię sztuki w Berlinie, kwaterę dzielił z Władysławem Tatarkiewiczem. Za pośrednictwem zaprzyjaźnionej z Jadwigą Spiess Marii von Bülow został wprowadzony w artystyczny świat stolicy Niemiec, poznał wówczas m.in. Richarda Straussa. Podczas pobytów w Warszawie bywał w stanowiącym jeden z ośrodków życia artystycznego salonie prowadzonym przez rodzinę Juliusza Wertheima, poznał tam w 1904 Karola Szymanowskiego, a w 1907 Artura Rubinsteina, a w 1908 Grzegorza Fitelberga, który zadedykował mu pieśń "Tam nad jeziorem" opus 23 nr. 4. Najsilniejsze więzi przyjaźni połączyły go z Karolem Szymanowskim, którego spotkał ponownie w 1906 w Berlinie, a następnie w 1908 u Wertheimów. Dowodem przyjaźni było zadedykowanie Stefanowi Spiessowi czterech z "Dwunastu pieśni do słów poetów niemieckich" opus 17 nr. 5-8, które ukazały się w 1909. Od 1908 mieszkał ponownie w Warszawie w mieszkaniu matki, gdzie Karol Szymanowski i Grzegorz Fitelberg byli stałymi bywalcami. W opublikowanych wspomnieniach opowiadał o tym:
"Gdy zaznajomiłem się bliżej z Karolem Szymanowskim w 1908 roku, od razu stał mi się bliski. Spotykając go coraz częściej, szybko zorientowałem się w jego trudnym położeniu. Musiał żyć nader skromnie – z małej sumki nadsyłanej mu do Warszawy przez brata Feliksa, gospodarującego w rodzinnej Tymoszówce. Widząc to, zaofiarowałem Karolowi pokój w moim mieszkaniu przy ul. Matejki i zacząłem się nim w pewnym sensie opiekować. W tym okresie prawie co dzień po próbach w Filharmonii, na które lubił chodzić (a więc często i z Fitelbergiem), jadał śniadanie u mnie albo u mojej matki, która kochała go i traktowała jak własnego syna. Często też bywał u nas z Ficiem [Grzegorzem Fitelbergiem] na obiedzie. Wszedł teraz niejako do naszej rodziny i czułem, że dokonała się w moim życiu jakaś wielka rzecz". 
W 1911 i w roku następnym Spiess sfinansował koncerty kompozytorskie Karola Szymanowskiego w Berlinie, Lipsku i Wiedniu, a także dwukrotnie zaprosił go podróż po południowych Włoszech, Sycylii oraz północnej Afryce. Po powrocie Karol Szymanowski będąc pod wrażeniem odbytej podróży skomponował m.in. operę "Król Roger" op. 46, "Mity" op. 30 czy "Metropy" op. 29. W 1912 Stefan Spiess należał do fundatorów budowy Teatru Polskiego. Początek I wojny światowej spędził w Warszawie, a następnie w sierpniu 1915 razem z matką wyjechał do Hrehorówki koło Kijowa, następnie przez Kijów do Moskwy. Mieszkając tam przez półtora roku bywał w operze i filharmonii, utrzymywał stały kontakt korespondencyjny z Karolem Szymanowskim, po zaproszeniu go do Rosji dwa razy podróżowali do Piotrogrodu. Pod koniec 1917 powrócił do Warszawy i wspólnie z Emilem Młynarskim organizował "Wieczory kwartetów Beethovenowskich", przez krótki czas próbował sił jako recenzent muzyczny, ale niezadowolony z efektów zaprzestał publikacji. 
Po odzyskaniu przez Polskę niepodległości Jadwiga i Stefan Spiess ze swoich środków umożliwili warszawskiej Filharmonii Narodowej zorganizowanie pierwszego koncertu. Postanowił nadal czerpać środki finansowe z udziałów w rodzinnym przedsiębiorstwie nie ingerując w jego działalność, a swój czas poświęcić pasji muzycznej oraz mecenatowi artystów, z którymi utrzymywał przyjacielskie relacje. W 1921 wyjechał do Francji, gdzie oglądał występy Ballets Russes Siergieja Diagilewa. Podczas pobytu w Monte Carlo poznał Igora Strawinskiego, a w Paryżu Erika Satie i Maurice'a Ravela. Gościł u Godebskich i w domu Józefa Pankiewicza, po powrocie do kraju wielu poznanych we Francji artystów gościł w swoim domu. W 1929 sfinansował warszawski występ chóru z Poznania, który zaprezentował na stołecznej scenie "Stabat Mater" z muzyką skomponowaną w 1925 przez Karola Szymanowskiego. W tym samym roku i w kolejnym z polecenia Szymanowskiego wspierał finansowo pisarza Zbigniewa Uniłowskiego. Począwszy od 1929 rozpoczął regularnie wyjeżdżać do Salzburga na odbywające się tam festiwale muzyczne. Po 1930 do grona bywalców domu Stefana Spiessa należeli Witold Małcużyński, Stanisław Szpinalski, Roman Maciejewski i Henryk Sztompka, któremu Spiess ufundował dwukrotnie wyjazd za granicę. W 1938 przebywał w Londynie i Paryżu, skąd powrócił obawiając się wybuchu wojny. Do 1944 nadal mieszkał z matką przy ulicy Foksal, Jadwiga Spiess zmarła 26 maja 1944, podczas powstania warszawskiego Stefan Spiess utracił cały majątek, początkowo mieszkał w Komorowie, następnie w Pruszkowie, a w 1945 w Stawisku goszcząc u Jarosława Iwaszkiewicza. 
W 1945 zakłady w Tarchominie zostały znacjonalizowane i przejęte przez państwo, dwa lata później zamieszkał w Warszawie w niewielkim pokoju przy ulicy Jaworzyńskiej, znalazł zatrudnienie w kierowanej przez Romana Jasińskiego płytotece Działu Muzycznego Polskiego Radia. Skromne dochody zwiększał udzielając korepetycji z języka angielskiego, przy pomocy Wandy Bacewicz spisał swoje wspomnienia, które ukazały się w 1963 pod tytułem Ze wspomnień melomana. W 1957 przeszedł na emeryturę. 
Zmarł 20 listopada 1968. Spoczywa w grobowcu rodzinnym na cmentarzu Powązkowskim w Warszawie (kw. 205, rząd I, grób 18/20).